# Grzegorz Mróz
Grzegorz Mróz (ur. 11 lutego 1974 w Tarnowie) – polski żużlowiec.
Licencję żużlową zdobył w 1991 roku. Przez całą, trwającą do 1996 roku karierę, reprezentował barwy klubu Unia Tarnów. W 1994 r. zdobył srebrny medal drużynowych mistrzostw Polski. Był również młodzieżowym drużynowym mistrzem Polski (Wrocław 1993) oraz młodzieżowym mistrzem Polski par klubowych (Krosno 1994). Dwukrotnie startował w finałach turniejów o "Brązowy Kask" (Krosno 1992 – IX miejsce, Tarnów 1993 – XII miejsce).